# Kryptos (kunstwerk)

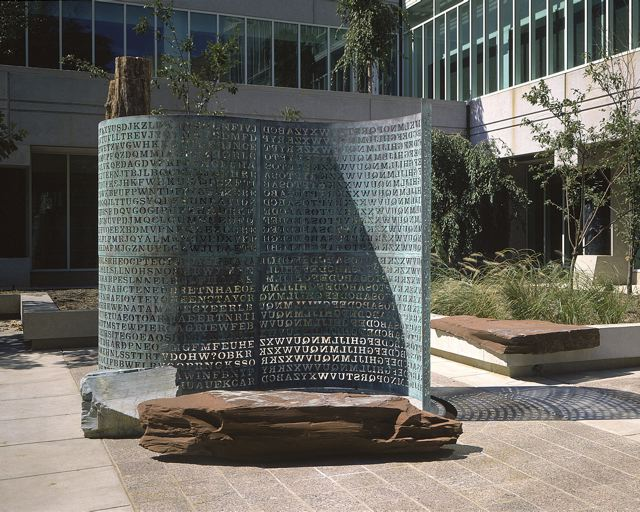
Kryptos (1990) bij CIA-hoofdkantoor in Langley, Virginia (USA)

Kryptos is een kunstwerk dat zich bevindt op het terrein van de Central Intelligence Agency (CIA) in Langley in Virginia in Amerika. Het is gemaakt door de Amerikaanse kunstenaar Jim Sanborn. Sinds de onthulling op 3 november 1990 wordt er veel gespeculeerd over de betekenis van de gecodeerde tekst waaruit het kunstwerk bestaat. De gecodeerde tekst bestaat uit vier secties waarvan er drie zijn opgelost. De vierde sectie blijft een van de beroemdste onopgeloste codes in de wereld. Voor sommige CIA-medewerkers en andere cryptoanalisten blijft het een vermakelijke bezigheid om te proberen de gecodeerde tekst te ontcijferen.

## Beschrijving
Het hoofdkunstwerk bestaat uit rode en groene leisteen, wit kwarts, versteend hout, magneet, en koper. Het bevindt zich in de noordwesthoek van de binnenplaats van het nieuwe hoofdkantoor, net buiten de cafetaria.
De naam Kryptos stamt af van het Griekse woord "verborgen". Het thema van het kunstwerk is "het verzamelen van intelligentie“. De prominentste eigenschap is een groot verticaal S-vormig koperscherm, lijkend op een perkamentrol of document van een computer printer, bedekt met karakters die de gecodeerde teksten vormen. De karakters bestaan uit de 26 letters van het standaard Romeinse alfabet en vraagtekens, die uit het koper zijn verwijderd. Deze "inscriptie" bevat vier gescheiden raadselachtige berichten, waarvan er drie zijn opgelost.
Op hetzelfde moment toen het hoofdkunstwerk werd geplaatst, plaatste beeldhouwer Jim Sanborn ook verscheidene andere stukken op het terrein van de CIA, zoals verscheidene grote granietblokken met ingeklemde koperbladen bij de ingang van het nieuwe gebouw van het hoofdkantoor. Verscheidene morsecodeberichten zijn gegraveerd in het koper en een van de blokken heeft een gegraveerde windroos. Andere elementen van Sanborns stukken omvatten een gemodelleerd gebied, een eendenvijver en diverse andere schijnbaar niet gemarkeerde granietblokken.
De kosten van het kunstwerk waren 250.000 dollar.

## Gecodeerde berichten
De gecodeerde berichten op de ene helft van het hoofdkunstwerk bevatten 869 karakters in totaal, maar in april 2006 gaf Sanborn aan dat op deze helft van het hoofdkunstwerk een karakter ontbrak. Hiermee zou het totale aantal karakters op 870 uitkomen. De andere helft van het kunstwerk bestaat uit een Vigenère encryptie tabel, bestaande uit 869 karakters wanneer spaties worden meegeteld. Sanborn werkte samen met gepensioneerd CIA-werknemer Ed Scheidt, hoofd van het Cryptografische Centrum van de CIA, om te komen tot de cryptografische systemen die op het kunstwerk zijn gebruikt. Sanborn heeft sindsdien aangegeven dat het kunstwerk een raadsel binnen een raadsel bevat, die alleen oplosbaar zal zijn nadat de vier gecodeerde passages zijn ontcijferd. Hij zei ook dat hij tijdens het opleveren van het kunstwerk de volledige oplossing aan CIA-directeur William H. Webster had gegeven. Later in een gesprek met Wired.com in januari 2005, zei Sanborn dat hij Webster niet de volledige oplossing had gegeven, maar bevestigde echter wel dat "WW" in de tekst van sectie 2 "Who knows the exact location? Only WW," was bedoeld om naar William Webster te verwijzen. Hij bevestigde ook dat indien hij sterft voordat het wordt ontcijferd, iemand anders de oplossing kan bevestigen.
| EMUFPHZLRFAXYUSDJKZLDKRNSHGNFIVJ YQTQUXQBQVYUVLLTREVJYQTMKYRDMFD VFPJUDEEHZWETZYVGWHKKQETGFQJNCE GGWHKK?DQMCPFQZDQMMIAGPFXHQRLG TIMVMZJANQLVKQEDAGDVFRPJUNGEUNA QZGZLECGYUXUEENJTBJLBQCRTBJDFHRR YIZETKZEMVDUFKSJHKFWHKUWQLSZFTI HHDDDUVH?DWKBFUFPWNTDFIYCUQZERE EVLDKFEZMOQQJLTTUGSYQPFEUNLAVIDX FLGGTEZ?FKZBSFDQVGOGIPUFXHHDRKF FHQNTGPUAECNUVPDJMQCLQUMUNEDFQ ELZZVRRGKFFVOEEXBDMVPNFQXEZLGRE DNQFMPNZGLFLPMRJQYALMGNUVPDXVKP DQUMEBEDMHDAFMJGZNUPLGEWJLLAETG | ABCDEFGHIJKLMNOPQRSTUVWXYZABCD AKRYPTOSABCDEFGHIJLMNQUVWXZKRYP BRYPTOSABCDEFGHIJLMNQUVWXZKRYPT CYPTOSABCDEFGHIJLMNQUVWXZKRYPTO DPTOSABCDEFGHIJLMNQUVWXZKRYPTOS ETOSABCDEFGHIJLMNQUVWXZKRYPTOSA FOSABCDEFGHIJLMNQUVWXZKRYPTOSAB GSABCDEFGHIJLMNQUVWXZKRYPTOSABC HABCDEFGHIJLMNQUVWXZKRYPTOSABCD IBCDEFGHIJLMNQUVWXZKRYPTOSABCDE JCDEFGHIJLMNQUVWXZKRYPTOSABCDEF KDEFGHIJLMNQUVWXZKRYPTOSABCDEFG LEFGHIJLMNQUVWXZKRYPTOSABCDEFGH MFGHIJLMNQUVWXZKRYPTOSABCDEFGHI  |
| ENDYAHROHNLSRHEOCPTEOIBIDYSHNAIA CHTNREYULDSLLSLLNOHSNOSMRWXMNE TPRNGATIHNRARPESLNNELEBLPIIACAE WMTWNDITEENRAHCTENEUDRETNHAEOE TFOLSEDTIWENHAEIOYTEYQHEENCTAYCR EIFTBRSPAMHHEWENATAMATEGYEERLB TEEFOASFIOTUETUAEOTOARMAEERTNRTI BSEDDNIAAHTTMSTEWPIEROAGRIEWFEB AECTDDHILCEIHSITEGOEAOSDDRYDLORIT RKLMLEHAGTDHARDPNEOHMGFMFEUHE ECDMRIPFEIMEHNLSSTTRTVDOHW?OBKR UOXOGHULBSOLIFBBWFLRVQQPRNGKSSO TWTQSJQSSEKZZWATJKLUDIAWINFBNYP VTTMZFPKWGDKZXTJCDIGKUHUAUEKCAR  | NGHIJLMNQUVWXZKRYPTOSABCDEFGHIJL OHIJLMNQUVWXZKRYPTOSABCDEFGHIJL PIJLMNQUVWXZKRYPTOSABCDEFGHIJLM QJLMNQUVWXZKRYPTOSABCDEFGHIJLMN RLMNQUVWXZKRYPTOSABCDEFGHIJLMNQ SMNQUVWXZKRYPTOSABCDEFGHIJLMNQU TNQUVWXZKRYPTOSABCDEFGHIJLMNQUV UQUVWXZKRYPTOSABCDEFGHIJLMNQUVW VUVWXZKRYPTOSABCDEFGHIJLMNQUVWX WVWXZKRYPTOSABCDEFGHIJLMNQUVWXZ XWXZKRYPTOSABCDEFGHIJLMNQUVWXZK YXZKRYPTOSABCDEFGHIJLMNQUVWXZKR ZZKRYPTOSABCDEFGHIJLMNQUVWXZKRY ABCDEFGHIJKLMNOPQRSTUVWXYZABCD |

## Oplossingen
De volgende teksten zijn de oplossingen van deel 1, 2 en 3 van het kunstwerk. Spelfouten in de tekst zijn letterlijk overgenomen. Secties 1 ("K1") en 2 ("K2") van het Kryptosstandbeeld zijn versleuteld volgens de wijze van de polyalfabetische substitutie. Hierbij wordt een Vigenèretabel gebruikt. 

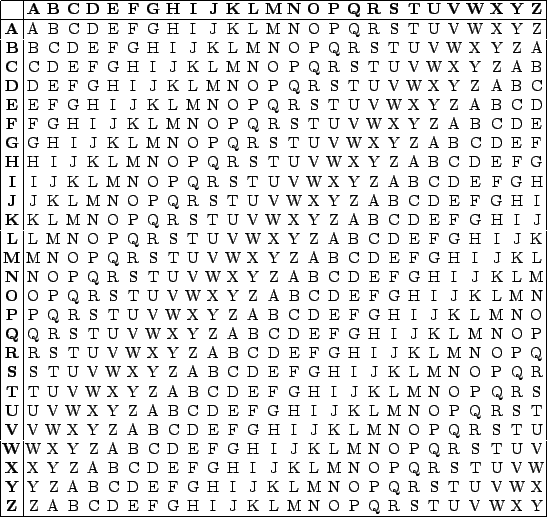
Vigenèretabel

 Het derde deel ("K3") is een dubbel-transpositiecijfer.
De versleutelde tekst van deel 4 ("K4") is nog nooit opgelost.

### Oplossing van deel 1
Sleutelwoorden: Kryptos, Palimpsest
BETWEEN SUBTLE SHADING AND THE ABSENCE OF LIGHT LIES THE NUANCE OF IQLUSION
De vertaling luidt: "Tussen subtiele schaduw en de afwezigheid van licht ligt de nuance van iqlusie (illusie)."

### Oplossing van deel 2
Sleutelwoorden: Kryptos, Abscissa
IT WAS TOTALLY INVISIBLE HOWS THAT POSSIBLE ? THEY USED THE EARTHS MAGNETIC FIELD X THE INFORMATION WAS GATHERED AND TRANSMITTED UNDERGRUUND TO AN UNKNOWN LOCATION X DOES LANGLEY KNOW ABOUT THIS ? THEY SHOULD ITS BURIED OUT THERE SOMEWHERE X WHO KNOWS THE EXACT LOCATION ? ONLY WW THIS WAS HIS LAST MESSAGE X THIRTY EIGHT DEGREES FIFTY SEVEN MINUTES SIX POINT FIVE SECONDS NORTH SEVENTY SEVEN DEGREES EIGHT MINUTES FORTY FOUR SECONDS WEST X LAYER TWO
De vertaling luidt: ‘’Het was volledig onzichtbaar. Hoe was dat mogelijk? Ze gebruikten het magnetische veld van de aarde. De informatie was verzameld en ondergronds doorgestuurd naar een onbekende locatie. Weet Langley hiervan? Dat zou wel moeten. Het ligt begraven ergens. Wie weet de exacte locatie? Alleen WW (William Webster). Dit was zijn laatste bericht. Achtendertig graden, zevenenvijftig minuten en zes punt vijf seconden noord. Zevenenzeventig graden acht minuten en vierenveertig seconden west. Laag twee.’’
Op 19 April 2006, nam Sanborn contact op met een virtuele gemeenschap die zich bezighield met de Kryptospuzzle om ze te informeren dat de geaccepteerde oplossing van deel 2 incorrect was. Hij zei dat hij een "X" in het kunstwerk was vergeten te zetten. De X-en in de tekst gebruikte hij om esthetische redenen en om zinnen van elkaar te scheiden. De ontcijferde tekst die eindigde met: "...FOUR SECONDS WEST ID BY ROWS" had eigenlijk als volgt moeten zijn: "...FOUR SECONDS WEST X LAYER TWO".
Noot: De coördinaten die in de tekst genoemd worden horen bij een punt dat zich grofweg 45 meter zuidoost van het kunstwerk bevindt.

### Oplossing van deel 3
SLOWLY DESPARATLY SLOWLY THE REMAINS OF PASSAGE DEBRIS THAT ENCUMBERED THE LOWER PART OF THE DOORWAY WAS REMOVED WITH TREMBLING HANDS I MADE A TINY BREACH IN THE UPPER LEFT HAND CORNER AND THEN WIDENING THE HOLE A LITTLE I INSERTED THE CANDLE AND PEERED IN THE HOT AIR ESCAPING FROM THE CHAMBER CAUSED THE FLAME TO FLICKER BUT PRESENTLY DETAILS OF THE ROOM WITHIN EMERGED FROM THE MIST X CAN YOU SEE ANYTHING Q ?
De vertaling luidt: "Langzaam werd het puin voor de doorgang verwijderd. Met trillende handen maakte ik een klein gat in de linkerbovenhoek en toen verbreedde ik het gat een beetje. Ik hield de kaars naar binnen en keek naar binnen. De hete lucht die uit de kamer ontsnapte deed de kaars flikkeren, maar toen mijn ogen gewend waren aan het licht, doemden er langzaam details op uit de mist. Kan je iets zien q?"
Deze tekst komt uit een verslag van Howard Carter. Het is te lezen in zijn boek boek The Tomb of Tutankhamun uit 1923. Het verslag gaat over de opening van de tombe van Toetanchamon op 26 november 1922.

### Oplossing van deel 4
Voor zover bekend is deel 4 nog niet opgelost. Jim Sanborn heeft echter intussen wel hints gegeven, namelijk stukken van de originele tekst en hun locatie. Aan het einde van 2010 gaf hij de eerste hint, het woord "berlin". In 2014 kwam hij met de tweede hint, "clock". Later, in 2020, gaf Sanborn een derde hint, "northeast". Niet veel later, in 2021, kwam de vierde en tot dusver laatste hint, "east".
Als alle hints van K4 op de gegeven plekken komen te staan ziet de tekst er als volgt uit:
OBKR
UOXOGHULBSOLIFBBWEASTNORTHEAST O
TWTQSJQSSEKZZWATJKLUDIAWINFBBER
LINCLOCKWGDKZXTJCDIGKUHUAUEKCAR